# Няня (фільм, 1975)
«Няня» (фр. La Baby-Sitter, італ. Babysitter — Un maledetto pasticcio, нім. Das ganz große Ding) — кримінальний трилер спільного виробництва кінематографістів Франції, Італії і ФРН, поставлений французьким режисером Рене Клеманом у 1975 році з Марією Шнайдер у головній ролі. Фільм став останньою режисерською роботою Р. Клемана, після якого він полишив кінематограф.

## Сюжет
Французька студентка Мішель Жансон, що навчається в Римі на архітектора, щоб заробити гроші на навчання, підробляє нянею у багатого промисловця Сируса Франкліна. Неочікувано для себе Мішель стає втягненою до кіднепінґу. Сина магната Пітера викрадає банда у складі колишньої акторки так колишньої коханки Франкліна Анн Карсон, екс-зірки вестернів Стюарта, його коханки Лотти, каскадера Віка та першого помічника Франкліна містера Гендерсона. Шляхом обману викрадачі заманюють Мішель посидіти з викраденою дитиною, поки вони домовляються з батьками щодо викупу…

## У ролях
| Марія Шнайдер   | ···· | Мішель Жансон           |
| Сідні Ром       | ···· | Анн Карсон              |
| Вік Морроу      | ···· | Вік, викрадач           |
| Роберт Вон      | ···· | Стюарт                  |
| Джон Віттінгтон | ···· | «Ботики» Пітер Франклін |
| Надя Тіллер     | ···· | Лотта                   |
| Карл Менер      | ···· | Сирус Франклін          |
| Клелія Матанія  | ···· | літній сусід            |
| Марко Туллі     | ···· | комісар Трієст          |
| Армандо Бранча  | ···· | інспектор Каррара       |
| Георг Марішка   | ···· | Гендерсон               |